# Liste der Bodendenkmäler in Weißenbrunn
Auf dieser Seite sind die Bodendenkmäler in der oberfränkischen Gemeinde Weißenbrunn zusammengestellt. Diese Tabelle ist eine Teilliste der Liste der Bodendenkmäler in Bayern. Grundlage ist die Bayerische Denkmalliste, die auf Basis des Bayerischen Denkmalschutzgesetzes vom 1. Oktober 1973 erstmals erstellt wurde und seither durch das Bayerische Landesamt für Denkmalpflege geführt wird. Die folgenden Angaben ersetzen nicht die rechtsverbindliche Auskunft der Denkmalschutzbehörde.

## Bodendenkmäler der Gemeinde Weißenbrunn

### Bodendenkmäler in der Gemarkung Gössersdorf
| Lage                   | Objekt | Akten-Nr.     | Bild |
| ---------------------- | --- | ------------- | ---- |
| Gössersdorf (Standort) | Freilandstation des Paläolithikums und des Mesolithikums sowie Siedlung des Neolithikums und vermutlich Wüstung des Spätmittelalters.                                  | D-4-5834-0001 |      |
| Gössersdorf (Standort) | Vorgeschichtliche Siedlung. | D-4-5834-0057 |      |
| Gössersdorf (Standort) | Siedlung des Jungneolithikums. | D-4-5834-0088 |      |
| Gössersdorf (Standort) | Siedlung des Neolithikums. | D-4-5834-0143 |      |
| Gössersdorf (Standort) | Befunde des Mittelalters und der frühen Neuzeit im Bereich der Evangelisch-Lutherischen Pfarrkirche St. Ägidius von Gössersdorf. Siehe auch: St. Egidius (Gössersdorf) | D-4-5834-0144 |      |

### Bodendenkmäler in der Gemarkung Hummendorf
| Lage                  | Objekt | Akten-Nr.     | Bild |
| --------------------- | --- | ------------- | ---- |
| Hummendorf (Standort) | Freilandstation des Mittelpaläolithikums und des Mesolithikums sowie Siedlung des Neolithikums und der Urnenfelderzeit. | D-4-5733-0016 |      |
| Hummendorf (Standort) | Brandgräber der Hallstattzeit.                                                                                          | D-4-5733-0017 |      |
| Hummendorf (Standort) | Siedlung der Hallstattzeit.                                                                                             | D-4-5733-0018 |      |
| Hummendorf (Standort) | Freilandstation des Paläolithikums und des Mesolithikums.                                                               | D-4-5733-0019 |      |
| Hummendorf (Standort) | Siedlung des Neolithikums.                                                                                              | D-4-5733-0164 |      |

### Bodendenkmäler in der Gemarkung Kirchleus
| Lage                                               | Objekt                                                                                     | Akten-Nr.     | Bild |
| -------------------------------------------------- | ------------------------------------------------------------------------------------------ | ------------- | ---- |
| Kirchleus Mainleus/Kulmbach/Weißenbrunn (Standort) | Siedlung der späten Hallstatt- und frühen Latènezeit sowie Wüstung des hohen Mittelalters. | D-4-5834-0093 |      |

### Bodendenkmäler in der Gemarkung Rugendorf
| Lage                 | Objekt                                                                      | Akten-Nr.     | Bild |
| -------------------- | --------------------------------------------------------------------------- | ------------- | ---- |
| Rugendorf (Standort) | Freilandstation des Mittelpaläolithikums und Siedlung des Spätneolithikums. | D-4-5834-0073 |      |

### Bodendenkmäler in der Gemarkung Weißenbrunn
| Lage                   | Objekt | Akten-Nr.     | Bild |
| ---------------------- | --- | ------------- | ---- |
| Weißenbrunn (Standort) | Befund der frühen Neuzeit im Bereich der Evangelisch-Lutherischen Pfarrkirche zur Hl. Dreifaltigkeit von Weißenbrunn. | D-4-5734-0146 |      |
| Weißenbrunn (Standort) | Freilandstation des Paläolithikums und des Mesolithikums.                                                             | D-4-5834-0060 |      |
| Weißenbrunn (Standort) | Siedlung des Neolithikums.                                                                                            | D-4-5834-0061 |      |
| Weißenbrunn (Standort) | Mittelalterlicher Turmhügel.                                                                                          | D-4-5834-0079 |      |
| Weißenbrunn (Standort) | Spätmittelalterlicher Burgstall.                                                                                      | D-4-5834-0080 |      |
| Weißenbrunn (Standort) | Hofwüstung der Neuzeit, abgegangen Ende des 19. Jahrhunderts.                                                         | D-4-5834-0091 |      |

### Bodendenkmäler in der Gemarkung Wildenberg
| Lage                  | Objekt                                                        | Akten-Nr.     | Bild |
| --------------------- | ------------------------------------------------------------- | ------------- | ---- |
| Wildenberg (Standort) | Siedlung der späten Laténezeit.                               | D-4-5833-0106 |      |
| Wildenberg (Standort) | Hügelgräbergruppe der mittleren Bronzezeit.                   | D-4-5834-0004 |      |
| Wildenberg (Standort) | Mittelalterlicher Burgstall. Siehe auch: Burgstall Wildenberg | D-4-5834-0092 |      |
| Wildenberg (Standort) | Mesolithische Freilandstation und neolithische Siedlung.      | D-4-5834-0146 |      |